# Foramen caecum dentis
Das Foramen caecum dentis (von lat. foramen „Öffnung“, „Loch“ und caecus „blind“ und dens „Zahn“) ist eine blind endende manchmal sogar ampullenförmig gestaltete  Einstülpung auf den palatinalen Flächen der oberen Schneidezähne. Diese Einziehung ist nicht immer vorhanden, andererseits an den seitlichen Schneidezähnen (Zähne 12 und 22) ausgeprägter als an den mittleren (Zähne 11 und 21).
Verantwortlich für diese Variante der Kronenform ist eine Hyperplasie des inneren Schmelzepithels. In extremer Form kann diese „Fehlbildung“ zu einer echten Zahnanomalie führen, dem Dens invaginatus, der früher auch (aus histologischer Sicht unkorrekt) als Dens in dente (Zahn im Zahn) bezeichnet wurde.
Die Anlage zu dieser Anomalie bzw. deren Ausprägung ist vermutlich genetisch bedingt.
Das Foramen caecum dentis ist eine Kariesprädilektionsstelle.